# Ratufa macroura
Ratufa macroura är en däggdjursart som först beskrevs av Thomas Pennant 1769.  Ratufa macroura ingår i släktet jätteekorrar och familjen ekorrar.
Inga underarter finns listade i Catalogue of Life. Wilson & Reeder (2005) skiljer mellan 3 underarter.

## Utbredning och habitat
Denna jätteekorre förekommer med några små populationer i södra Indien och med en större population på Sri Lanka. Arten vistas i kulliga områden och i upp till 2500 meter höga bergstrakter. Habitatet utgörs av tropiska bergsskogar.

## Utseende
Djurets päls på ryggen varierar mellan grå, brun, röd och svart, beroende på utbredning. Buken är ljusare. Påfallande är den 25 till 50 cm långa yviga svansen. Längden för huvudet och bålen ligger mellan 25 och 45 cm. De korta avrundade öronen har ibland tofsar.

## Ekologi
Individerna lever ensam eller i par och har avgränsade revir. De är aktiva på dagen och kan göra 6 m långa hopp från träd till träd. Vanligen vilar denna jätteekorre under dagens hetaste timmar. Födan utgörs av frukter, nötter eller bark som kompletteras med insekter och fågelägg.
Honan bygger boet i trädet och föder efter cirka 28 dagar dräktighet en eller två ungar. Antagligen har honan flera kullar per år. En generation lever 7 till 8 år.

## Status
Arten jagas av örnar och andra rovdjur. Dessutom fångas den av människan för köttets och pälsens skull. Även skogsavverkningar och skogsbränder utgör ett hot. IUCN kategoriserar arten globalt som nära hotad.